# Divízió II 2024
La Divízió II 2024 (detta anche "Redda-Futár Divízió II 2024" per ragioni di sponsorizzazione) è la 12ª edizione del campionato ungherese di football americano di terzo livello, organizzato dalla MAFSZ.
I Budapest Wolves 2 si sono ritirati, perdendo tutti gli incontri 20-0 a tavolino

## Squadre partecipanti
| Club              | Città    | Stadio | Sponsor ufficiale | Risultato nella stagione 2022 |
| ----------------- | -------- | ------ | ----------------- | ----------------------------- |
| Budapest Wolves 2 | Budapest |        |                   |                               |
| Cassovia Steelers | Košice   |        |                   |                               |
| DEAC Gladiators   | Debrecen |        |                   |                               |
| Eger Heroes       | Eger     |        |                   |                               |
| Győr Sharks 2     | Győr     |        |                   |                               |
| Pécs Legioners    | Pécs     |        |                   |                               |

## Stagione regolare

### Calendario

#### 1ª giornata
| Eger 13 aprile 2024, ore 15:00 | Eger Heroes | 36 – 0 | Győr Sharks 2 | Eszterházy Károly Katolikus Egyetem DELTA épület |

| 13 aprile 2024 | Cassovia Steelers | 20 – 0 (a tavolino) | Budapest Wolves 2 |  |

| Debrecen 14 aprile 2024, ore 11:00 | DEAC Gladiators | 34 – 6 | Pécs Legioners | DEAC Sporttelep |

#### 2ª giornata
| Nyúl 27 aprile 2024, ore 15:00 | Győr Sharks 2 | 20 – 0 (a tavolino) | Budapest Wolves 2 | Nyúli Sportpálya |

| Siklós 28 aprile 2024, ore 15:00 | Pécs Legioners | 14 – 10 | Cassovia Steelers | K.K. Autócentrum Kft. |

#### 3ª giornata
| 12 maggio 2024 | Pécs Legioners | 20 – 0 (a tavolino) | Budapest Wolves 2 |  |

#### 4ª giornata
| Eger 18 maggio 2024, ore 15:00 | Eger Heroes | 12 – 20 | DEAC Gladiators | Eszterházy Károly Katolikus Egyetem DELTA épület |

#### 5ª giornata
| Eger 1º giugno 2024, ore 14:00 | Eger Heroes | 44 – 7 | Cassovia Steelers | Eszterházy Károly Katolikus Egyetem DELTA épület |

| Écs 2 giugno 2024 | Győr Sharks 2 | 0 – 52 | DEAC Gladiators | Écsi focipálya |

#### 6ª giornata
| 16 giugno 2024 | Budapest Wolves 2 | 0 – 20 (a tavolino) | Eger Heroes |  |

| Debrecen 16 giugno 2024, ore 14:00 | DEAC Gladiators | 42 – 0 (14-0 6-0 6-0 16-0) | Cassovia Steelers | DEAC Sporttelep |

#### 7ª giornata
| Écs 22 giugno 2024 | Győr Sharks 2 | 6 – 24 | Pécs Legioners | Écsi focipálya |

#### 8ª giornata
| 29 giugno 2024 | Cassovia Steelers | 22 – 6 | Győr Sharks 2 |  |

| 30 giugno 2024 | Budapest Wolves 2 | 0 – 20 (a tavolino) | DEAC Gladiators |  |

| 30 giugno 2024 | Pécs Legioners | 44 – 8 | Eger Heroes |  |

### Classifica
La classifica della regular season è la seguente:
- PCT = percentuale di vittorie, G = partite giocate, V = partite vinte,  P = partite perse, PF = punti fatti, PS = punti subiti

| Pos. | Squadra           | PCT   | G | V | N | P | PF  | PS  |
| ---- | ----------------- | ----- | - | - | - | - | --- | --- |
| 1    | DEAC Gladiators   | 1.000 | 5 | 5 | 0 | 0 | 168 | 18  |
| 2    | Pécs Legioners    | .800  | 5 | 4 | 0 | 1 | 108 | 58  |
| 3    | Eger Heroes       | .600  | 5 | 3 | 0 | 2 | 120 | 71  |
| 4    | Cassovia Steelers | .400  | 5 | 2 | 0 | 3 | 59  | 106 |
| 5    | Győr Sharks 2     | .200  | 5 | 1 | 0 | 4 | 32  | 134 |
| -    | Budapest Wolves 2 | .000  | 5 | 0 | 0 | 5 | 0   | 100 |

## Playoff

### Tabellone
|  | Semifinali | Semifinali        | Semifinali |             |   | XII Duna Bowl   | XII Duna Bowl | XII Duna Bowl |  |
|  |            |                   |            |             |   |                 |               |               |  |
|  | 1          | DEAC Gladiators   | 34         |             |   |                 |               |               |  |
|  | 1          | DEAC Gladiators   | 34         |             |   |                 |               |               |  |
|  | 4          | Cassovia Steelers | 19         |             |   |                 |               |               |  |
|  | 4          | Cassovia Steelers | 19         |             | 1 | DEAC Gladiators | 38            |               |  |
|  |            |                   |            |             | 1 | DEAC Gladiators | 38            |               |  |
|  |            |                   | 3          | Eger Heroes | 7 |                 |               |               |  |
|  | 2          | Pécs Legioners    | 3          | Eger Heroes | 7 | 6               |               |               |  |
|  | 2          | Pécs Legioners    |            |             |   |                 |               |               |  |
|  | 3          | Eger Heroes       | 7          |             |   |                 |               |               |  |

### Semifinali
| Debrecen 14 luglio 2024, ore 14:00 | DEAC Gladiators | 34 – 19 (6-6 8-7 8-0 12-6) | Cassovia Steelers | Légy Erős Sportegyesület |

| 14 luglio 2024 | Pécs Legioners | 6 – 7 (6-0 0-0 0-0 0-7) | Eger Heroes |  |

### XII Duna Bowl
| Debrecen 27 luglio 2024, ore 16:00 | DEAC Gladiators | 38 – 7 (12-0 8-0 18-0 0-7) | Eger Heroes | Gyulai István Atlétikai Stadion |

## Verdetti
- DEAC Gladiators Vincitori della Divízió II 2024